# Langgestielter Mannsschild
Der Langgestielte Mannsschild (Androsace elongata), auch als Steppen-Mannsschild bezeichnet, ist eine Pflanzenart aus der Gattung Mannsschild (Androsace) innerhalb der Familie der Primelgewächse (Primulaceae). Sie kommt in Mitteleuropa selten bis sehr selten vor. Das 'langestielt' bezieht sich auf die Stiele der Fruchtkapseln, die bei der Reife sich verlängern. Deshalb verwendete auch Carl von Linné, der Erstbeschreiber, die Bezeichnung 'elongata'.

## Beschreibung

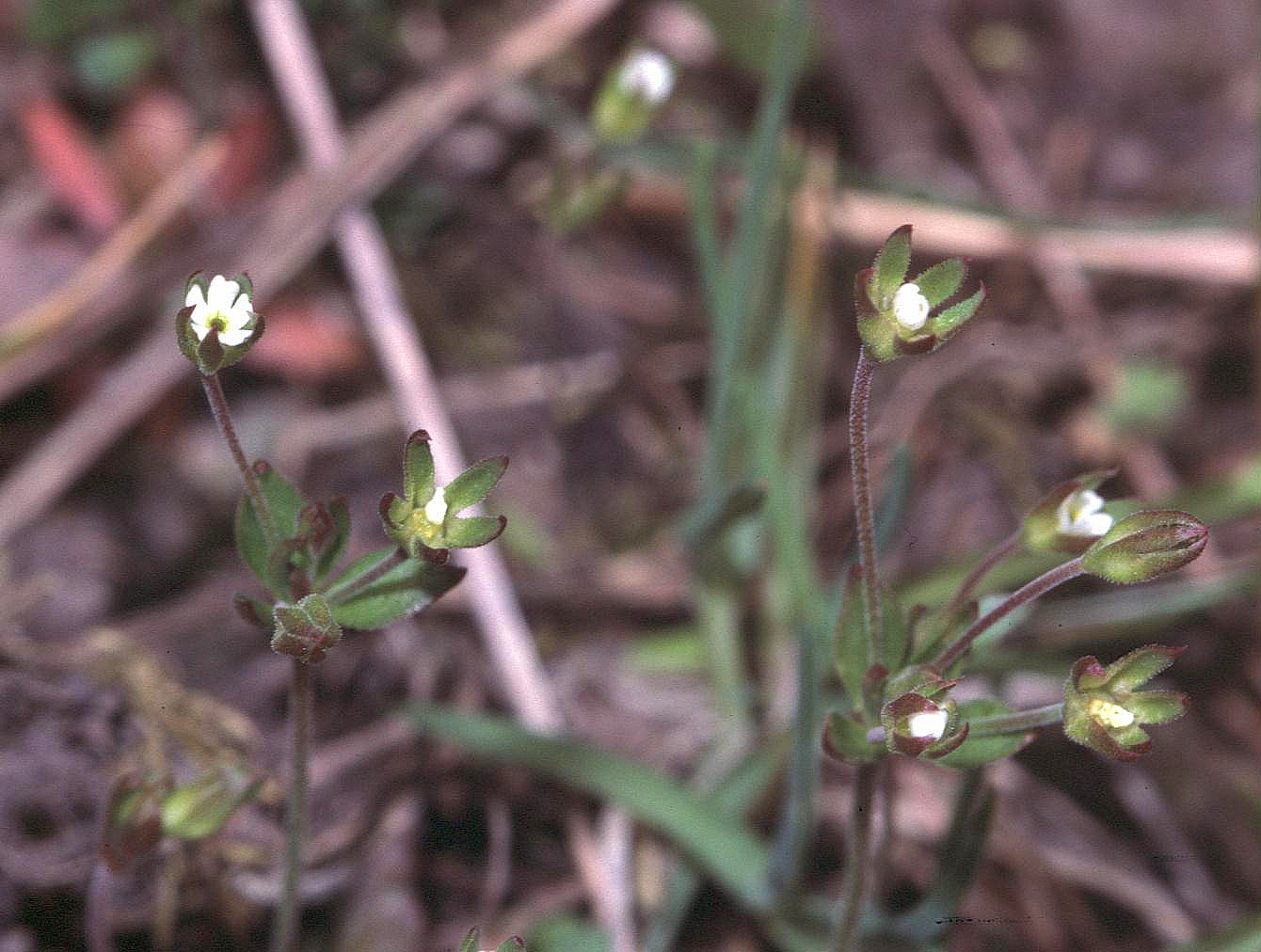
Blütenstand

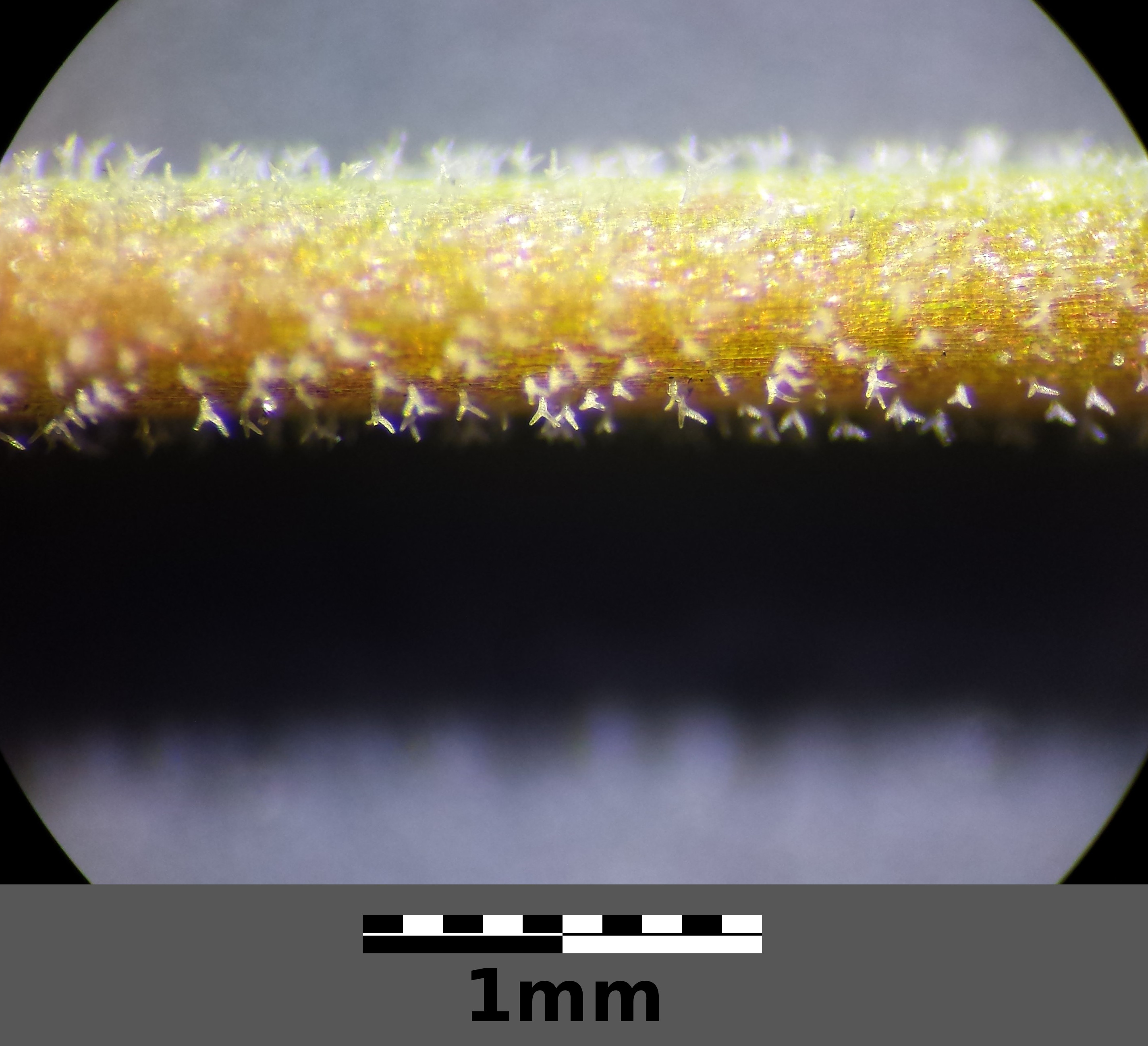
Blütenstandsschaft mit Gabelhaaren

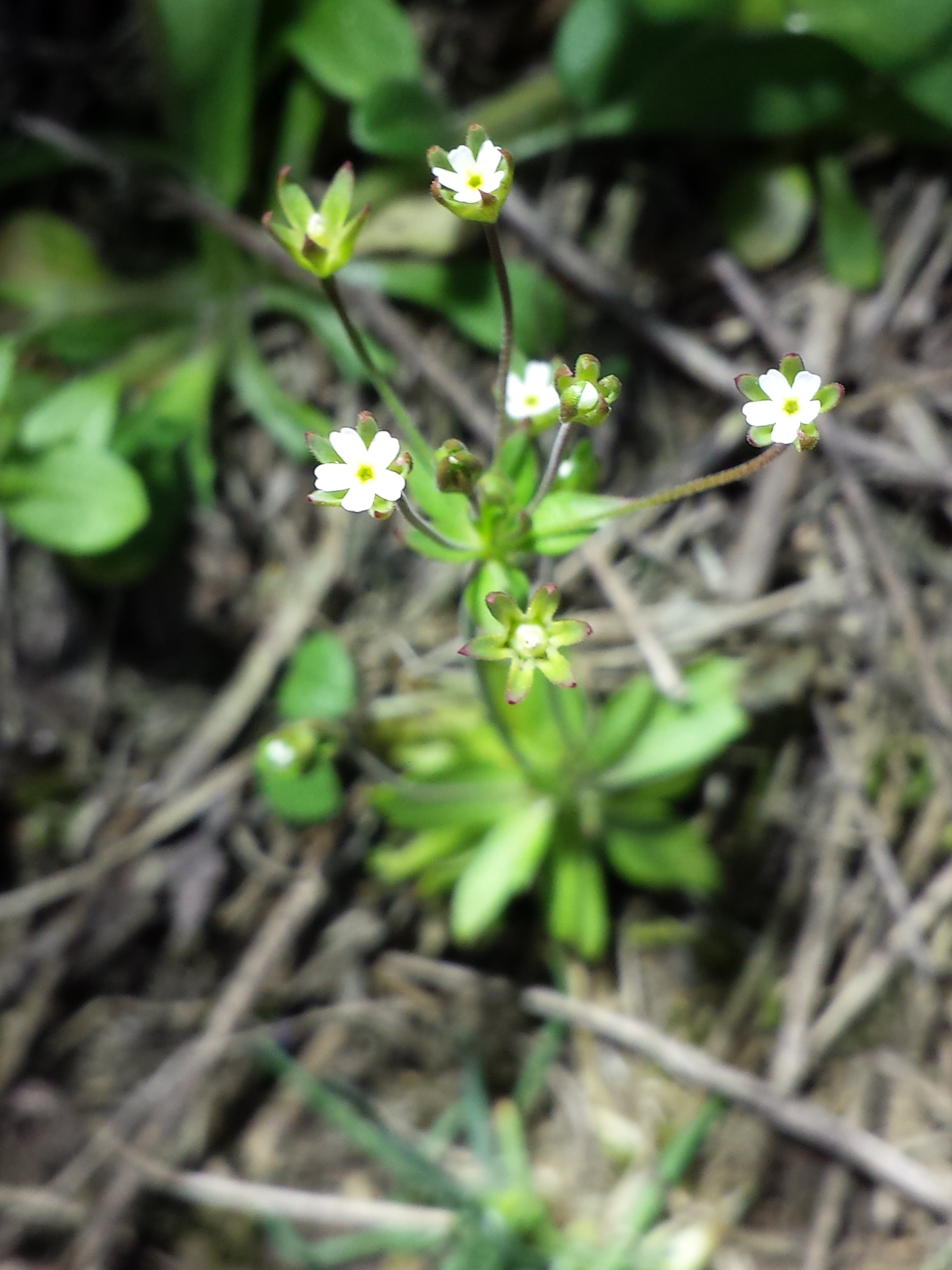
Blühende Pflanze

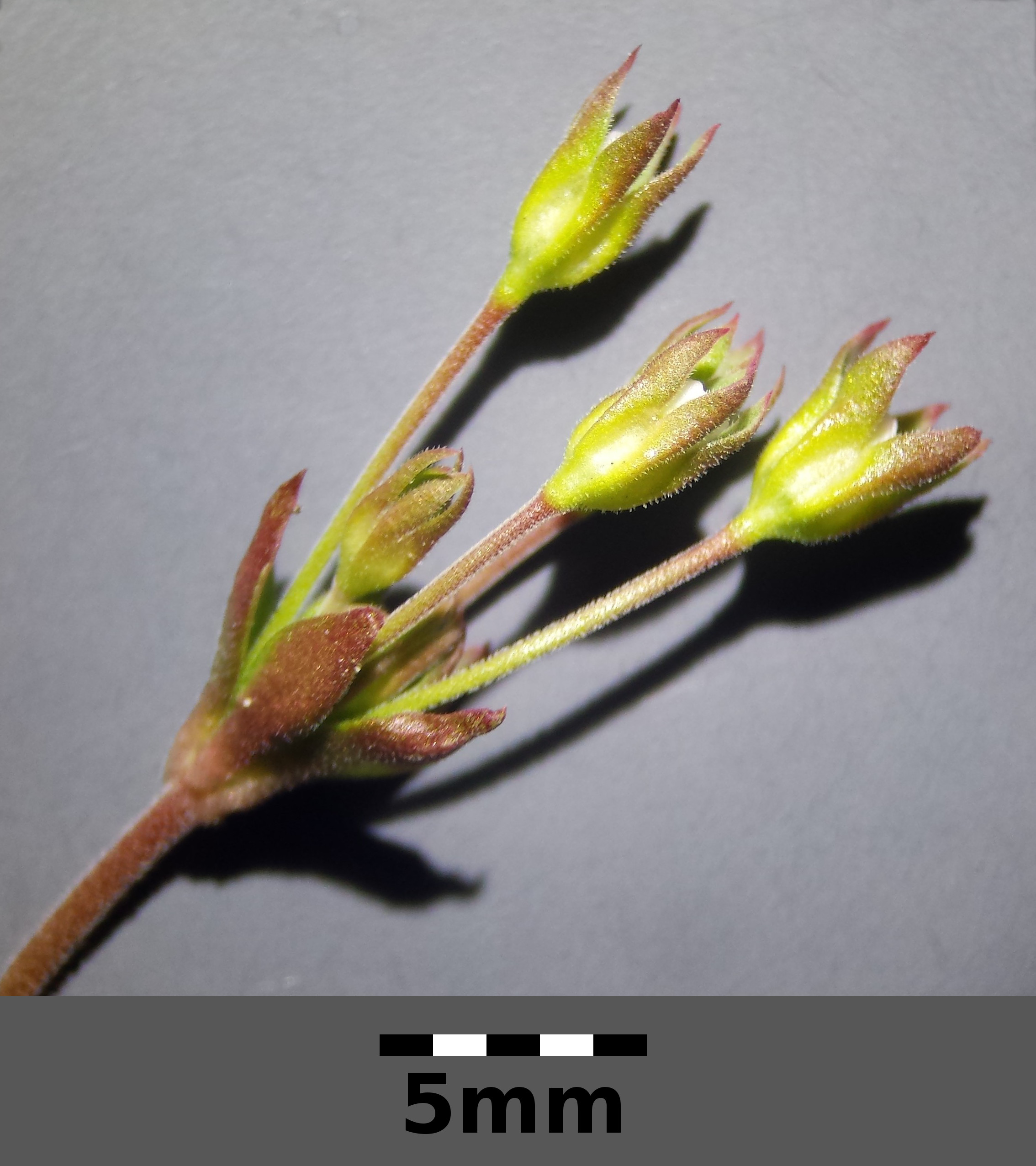
Doldiger Blütenstand

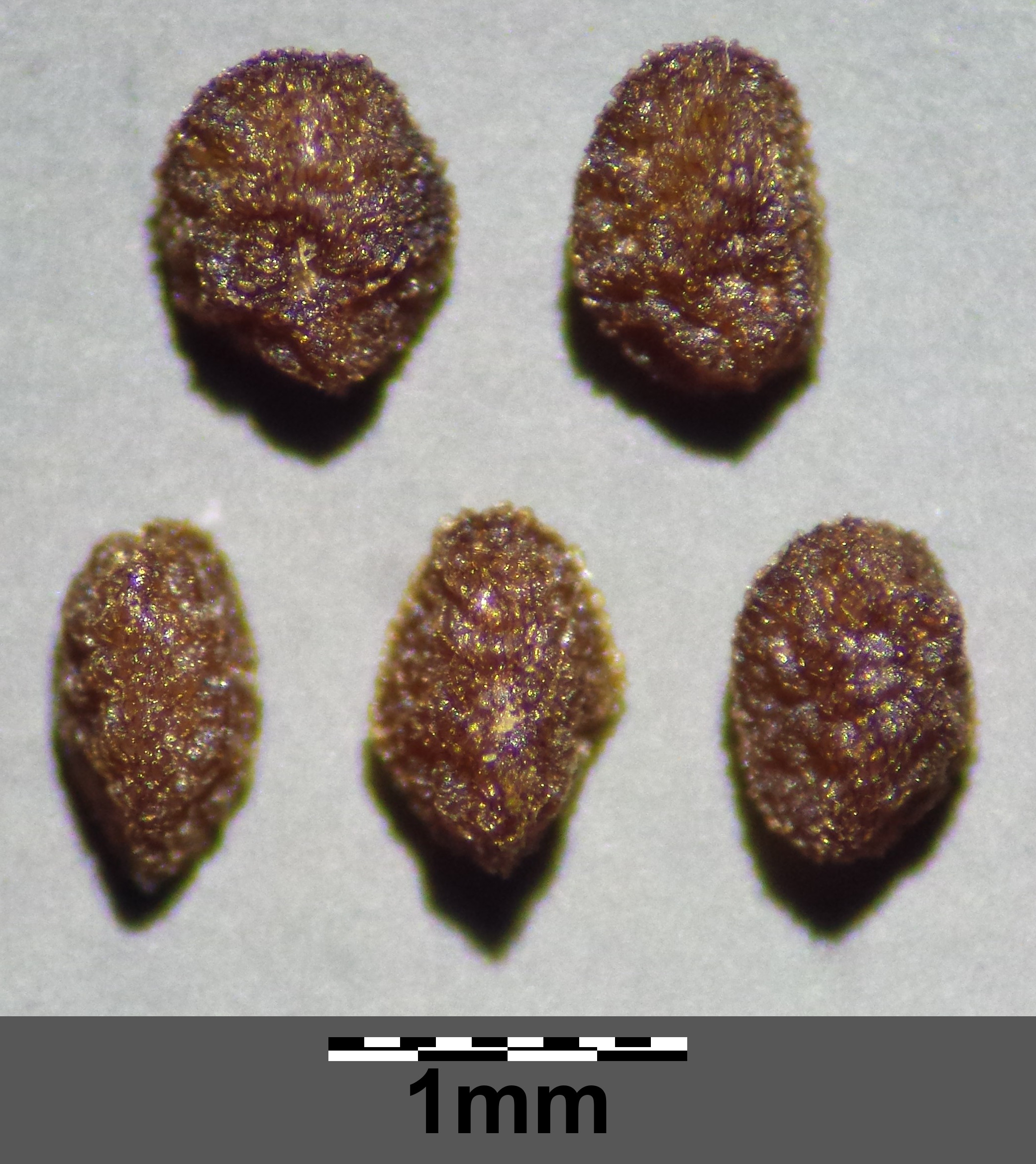
Samen

### Vegetative Merkmale
Der Langgestielter Mannsschild wächst als einjährige krautige Pflanze  und erreicht Wuchshöhen von 2 bis 5 (bis 12) Zentimetern. Sie besitzt keine sterilen Sprosse. Alle Pflanzenteile sind mit Sternhaaren besetzt, die Blätter und die Kelchteile sind oft verkahlend oder kahl.
Die in grundständiger Rosette angeordneten Laubblätter sind lanzettlich oder länglich lanzettlich geformt und spitz, gezähnelt oder ganzrandig.

### Generative Merkmale
Die Blütezeit liegt meist im April und Mai, in Brachäckern auch im August. Die Blütenstandsschäfte entspringen zu mehreren aus den Achseln der oberen Laubblätter. Der doldige Blütenstand ist ausgebreitet und mehrblütig. Die Blütenstiele sind sehr dünn und zur Blütezeit beträchtlich länger als die Hüllblätter. Zur Fruchtzeit sind sie stark verlängert und 2 bis 5 Zentimeter lang.
Die zwittrigen Blüten sind radiärsymmetrisch und fünfzählig mit doppelter Blütenhülle. Die fünf Kelchblätter sind bis etwa der Hälfte ihre Länge von 4 bis 5 Millimetern verwachsen u d glockenförmig. Die Krone ist kürzer als der Kelch. Sie ist weiß, besitzt einen gelben Schlund und ist etwa 3 Millimeter lang. Die Kronröhre ist bauchig. Der Kronensaum ist 2 Millimeter breit und hat ausgerandete Lappen.
Die Kapselfrucht ist bei einer Länge von etwa 3 Millimetern kugelig und kürzer als der Kelch. Die Samen sind zahlreich vorhanden, von rundlich-eckiger Form und etwa 0,5 × 0,75 Millimeter groß.
Die Chromosomenzahl beträgt 2n = 40.

## Vorkommen und Gefährdung

### Allgemeine Verbreitung
Der Langgestielte Mannsschild kommt in Europa bis zum nordwestlichen Iran vor. Im nordwestlichen Amerika kommt er in einer besonderen Unterart vor. Er ist sehr selten in Mitteleuropa. In der Schweiz fehlt er völlig.
Androsace elongata ist eine Art der östlichen Steppengebiete, die in Mitteleuropa ihre Westgrenze findet.

### Verbreitung in Deutschland
Der Langgestielte Mannsschild ist in Deutschland selten und nur am Mittelrhein, in der Wetterau, im Nahetal, dem Thüringer Becken, dem fränkischen Keupergebiet und der Mittelelbe zu finden.

### Verbreitung in Österreich
Der Steppen-Mannsschild tritt in Österreich in den Bundesländern Wien, Niederösterreich und dem Burgenland in der collinen bis submontanen Höhenstufe selten auf. Die Vorkommen konzentrieren sich dabei auf das pannonische Gebiet. Der Steppen-Mannsschild gilt als „stark gefährdet“.

### Standort
Der Langgestielte Mannsschild wächst auf Trockenrasen, in Schillergrasfluren, Getreide-Unkrautgesellschaften und auf Brachfeldern. Er gedeiht am besten auf trocken-warmen, oft kalkarmen Lehm- und Sandlehmböden. Er ist in Mitteleuropa eine Charakterart des Sedo albi-Veronicion dillenii-Verbands, kommt aber auch in Pflanzengesellschaften des Alysso-Sedion albi vor.

### Artenschutz in Deutschland
Gefährdung: in Deutschland: Kategorie 1 = „Vom Aussterben bedroht“ bewertet.

## Systematik
Die Erstveröffentlichung von Androsace elongata erfolgte 1763 durch Carl von Linné in Species Plantarum, Editio Secunda, Tomus II, Seite 1668.
Je nach Autor gibt es mehrere Unterarten:
- Androsace elongata L. subsp. elongata[8]
- Androsace elongata subsp. breistrofferi (Charpin & Greuter) Molero & J.M.Monts.: Sie kommt in Spanien und Frankreich vor.[8]
- Androsace elongata subsp. acuta (Greene) G.T.Robbins: Sie kommt in Oregon, Nevada, Kalifornien und in Baja California von 100 bis 1200 Metern Meereshöhe vor.[4][5]